# Giovanni Battista Bertucci il Vecchio
Giovanni Battista Bertucci detto il Vecchio (Faenza, fra il 1465 e il 1470 – Faenza, fra il 30 Marzo e il 6 Aprile 1516) è stato un pittore italiano.

## Biografia
Giovanni Battista Bertucci, detto il Vecchio viene citato nei documenti con diversi cognomi: Bertucci, Utili, Bracceschi e dei Pittori. Viene detto "il Vecchio" per distinguerlo da suo nipote Giovanni Battista Bertucci il Giovane. Egli è altresì padre di Jacopo Bertucci e Michele Bertucci, anch'essi pittori.
Dal 1495 al 1505 realizzò varie opere; tra queste nel 1499 una Annunciata per la arcipretale di Solarolo. Non abbiamo dipinti della sua giovinezza e questo non ci permette di comprendere la sua formazione artistica. Sposò una donna di Norcia e vivendo in Umbria apprese l’arte peruginese di Pinturicchio.
Il polittico per i Camaldolesi di S. Ippolito di Faenza del 1506 è la sua prima opera a noi nota e mostra elementi dell’arte umbra. Da questo momento la sua attività di artista è documentata. Nel 1508 realizzò degli affreschi per la chiesa di S. Sebastiano. Gli venne affidato l’incarico dai Domenicani di decorare la libreria conventuale e nel 1509 i Mengolini gli commisero una tavola per la chiesa di Santa Caterina. La parte centrale presenta l'Adorazione coi Magi, distrutta nell’ultimo conflitto, ci è nota grazie ad alcune fotografie. Nel 1511 realizzò una pala per Giacomo Cittadini però la sua qualità sembra depressa da ripitture. L’anno seguente compì un polittico per suor Clarice Manfredi per la cappella di San Tommaso nella chiesa dei Domenicani e in seguito gli venne inoltre affidata la decorazione e affresco della cappella stessa. Nella pinacoteca faentina sono presenti alcune sue opere che testimoniano l’ultima attività dell’artista che è indirizzato agli stili dei pittori fiorentini.

## Opere
- Madonna col bambino ed angeli fra i Santi Giovannino, Ippolito, Benedetto, Lorenzo, Romualdo  - Pinacoteca Comunale di Faenza, Faenza
- Salita al calvario - Pinacoteca Comunale di Faenza, Faenza
- Madonna col bambino - Pinacoteca Comunale di Faenza, Faenza
- San Giovanni Battista - Pinacoteca Comunale di Faenza, Faenza
- [collegamento interrotto] - Pinacoteca Comunale di Faenza, Faenza
- Madonna in trono fra i Santi Bernardino, Giovanni Battista, Celestino papa, Antonio da Padova - Pinacoteca Comunale di Faenza, Faenza
- Natività con i Santi Girolamo, Giovanni Evangelista, Giovanni Battista, Bernardino - Pinacoteca Comunale di Faenza, Faenza
- Noli me tangere - Pinacoteca Comunale di Faenza, Faenza
- Madonna col bambino e San Paolo - Pinacoteca Comunale di Faenza, Faenza
- Deposizione di Cristo nel sepolcro - Pinacoteca Comunale di Faenza, Faenza
- Cristo cade sotto la croce - Pinacoteca Comunale di Faenza, Faenza
- [collegamento interrotto] - Pinacoteca Comunale di Faenza, Faenza
- Madonna col bambino (attribuita a) - Musei Vaticani, Roma
- Disegno per la pala Mengolini - Berlino
- Lunetta con l'incoronazione della Vergine - Salzer Collection, Graz
- Madonna in gloria e angeli - National Gallery, Londra
- Incredulità di san Tommaso - National Gallery, Londra
- Sacra Famiglia - Boston
- Madonna col bambino – Walters Gallery, Baltimora
- Sposalizio di S. Caterina – Galleria Nazionale, Budapest

## Enciclopedia
- L. Lanzi, Storia pittorica della Italia, Milano 1823, V, pp. 43 s.
- G. M. Valgimigli, Dei pittori e degli artisti faentini di' sec. XV e XVI, Faenza 1871, pp. 19–26
- A. Montanari, Gli uomini ill. di Faenza, II, Faenza 1886, pp. 34–36
- A. Venturi, I quadri di scuola ital. nella Gali. Naz. di Budapest, in L'Arte, V(1900), p. 206
- F. Argnani, Una lunetta di G. B. B. seniore,in Rass. d'arte,X (1901), pp. 1173 s.